# Gas natural

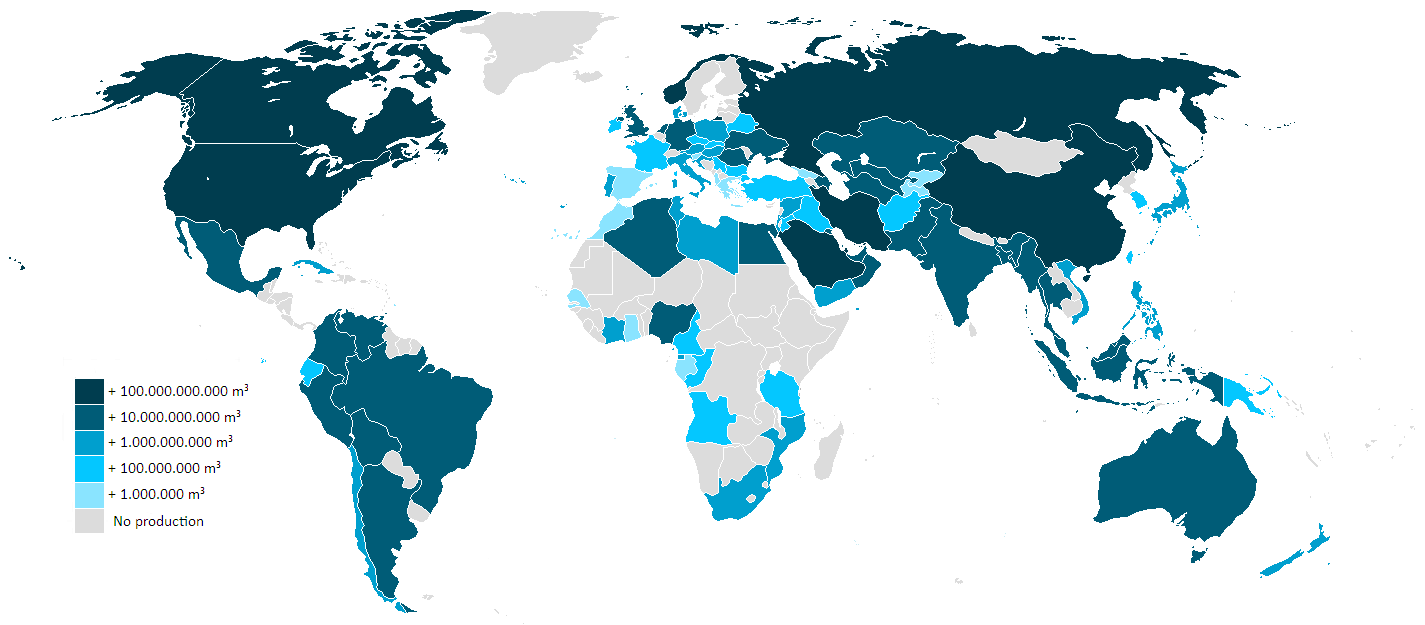
Producción de gas natural según país.

El gas natural (a veces denominado gas fósil) es un hidrocarburo mezcla de gases ligeros de origen natural. Principalmente contiene metano, normalmente incluye cantidades variables de otros alcanos y a veces un pequeño porcentaje de dióxido de carbono, nitrógeno, ácido sulfhídrico y helio. Se forma cuando varias capas de plantas en descomposición y materia animal se exponen a calor intenso y presión bajo la superficie de la Tierra durante millones de años. La energía que inicialmente obtienen las plantas del sol se almacena en forma de enlaces químicos en el gas. Constituye una importante fuente de energía fósil liberada por su combustión. Se extrae de yacimientos independientes (gas no asociado) o junto a yacimientos petrolíferos o de carbón (gas asociado a otros hidrocarburos y gases).
De similar composición, el biogás se genera por digestión anaeróbica de desechos orgánicos en los que destacan los siguientes procesos: depuradoras de aguas residuales (estación depuradora de aguas residuales), vertederos, plantas de procesado de residuos y desechos de animales.
Como fuentes adicionales de este recurso natural, se están investigando los yacimientos de hidratos de metano, que podrían suponer una reserva energética superior a las actuales de gas natural.

## Fugas de gas
Los escapes de un gas inflamable fuera de la estructura que lo contiene son peligrosos, pues ese gas podría producir una grave deflagración al entrar en contacto con una llama.

## Origen del gas natural

Esquema de la geología de una bolsa típica de gas, en color negro, y de gas mezclado con otros, en color marrón. El gris corresponde a una capa que no deja que el gas huya a la atmósfera. El color verde indica petróleo.

El gas natural, como los demás combustibles fósiles, se ha ido formando durante millones de años por la descomposición anaeróbica (sin oxígeno) de grandes cantidades de restos de organismos muertos depositados en lo que entonces había sido el fondo del mar o de un lago. Con el paso del tiempo, la materia orgánica mezclada con limo quedó enterrada bajo capas pesadas de sedimento, que la sometieron a alta presión y temperatura, sin aire, durante largo tiempo, cosa que poco a poco la alteró químicamente. De esta descomposición anaeróbica se desprendieron gases, especialmente gas natural.
Hoy el gas natural se encuentra a menudo en estado gaseoso en bolsas que se encuentran bajo tierra cerca de bolsas de petróleo, que queda en estado líquido. Ambos combustibles se encuentran en rocas de origen sedimentario, donde fenómenos geológicos los encarcelan, uno, otro o ambos, dando lugar a grandes bolsas subterráneas. El gas natural puede estar en forma llamada seca, es decir, totalmente gaseoso, o bien en forma húmeda, es decir, mezclado con hidrocarburos más largos, que se separan fácilmente como líquidos por compresión, refrigeración o absorción.
El gas natural seco es predominantemente metano (60%-95%), pero puede contener cantidades apreciables de etano (5%-20%) según la región donde se encuentre.

### Alternativas
Otras formas de obtener metano son la combustión anaerobia de residuos urbanos orgánicos (a este gas natural se llama a veces biogás) o por procedimientos industriales a partir de la pizarra (en tal caso al gas resultante se le puede llamar gas pizarra, en inglés, shale gas). Este último es interesante en los lugares donde no hay yacimientos de gas natural pero sí de pizarra, para no depender energéticamente de otros países.

## Precio
En 2021 y 2022, se produjo una crisis de gas natural (también denominada crisis del gas), principalmente en Europa.

## Reservas naturales
Según BP, las reservas probadas a finales de 2017 se sitúan en 193,5 billones (1012) de metros cúbicos, suficientes para mantener la producción actual mundial durante 55 años más. Las reservas se han incrementado en un 0,2 % en el último año.
Oriente Medio es la zona geográfica con mayores reservas con un 43 % del total mundial (destacan Irán y Catar), seguido de Asia Central con un 31 % (principalmente Rusia y Turkmenistán).

## Composición
Aunque su composición varía en función del yacimiento, su principal especie química es el gas metano al 79 - 97 % (en composición molar o volumétrica) y supera comúnmente el 90 % (p. ej. en el pozo West Sole del mar del Norte). Contiene además otros gases como etano (0,1 - 11,4 %), propano (0,1 - 3,7 %), butano (menos del 0,7 %), nitrógeno (0,5 - 6,5 %), dióxido de carbono (menos del 1,5 %), impurezas (vapor de agua, derivados del azufre) y trazas de hidrocarburos más pesados, mercaptanos, gases nobles, etc. (Las cifras se refieren al gas depurado comercializado en España)
Como ejemplo de compuesto contaminante asociado al gas natural cabe mencionar el CO2 (dióxido de carbono) que alcanza la concentración del 49 % en el yacimiento de Kapuni (Nueva Zelanda).[cita requerida]
Durante la extracción, algunos gases que forman parte de su composición natural se separan por diferentes motivos: por su bajo poder calorífico (p. ej. nitrógeno y dióxido de carbono), porque pueden condensarse en los gasoductos (al tener una baja temperatura de saturación) o porque dificultan el proceso de licuefacción de gases (como el dióxido de carbono, que se solidifica al producir gas natural licuado (GNL). El CO2 se determina habitualmente con los métodos ASTM D1137 o D1945.[cita requerida]
El propano, el butano y otros hidrocarburos más pesados también se separan porque dificultan que la combustión del gas natural sea eficiente y segura. El agua (vapor) se elimina por estos motivos y porque a presiones altas forma hidratos de metano, que obstruyen los gasoductos. Los derivados del azufre se depuran hasta concentraciones muy bajas para evitar la corrosión, la formación de olores y las emisiones de dióxido de azufre (causante de la lluvia ácida) tras su combustión. La detección y la medición de sulfuro de hidrógeno (H2S) se efectúa siguiendo los métodos ASTM D2385 o D2725.[cita requerida]
Por último, para su uso doméstico se le añaden trazas de mercaptanos (entre ellos el metil-mercaptano CH4S), que permiten su detección olfativa en caso de fuga.

## Combustión
La combustión del gas natural, produce dióxido de carbono, que es un gas de efecto invernadero, y agua:

CH4 + 2 O2 --> CO2 + 2 H2O + ∆

## Aplicaciones
En el siglo XIX comenzó a extraerse y a canalizarse hacia las ciudades estadounidenses como combustible para iluminación. Cuando llegó la electricidad, comenzó a emplearse en calefacción, en agua caliente sanitaria y en la industria metalúrgica. Conforme mejoró la tecnología de soldadura tras la Segunda Guerra Mundial fue aumentando la profundidad de las extracciones y la capacidad de transporte hacia los consumidores.
Se trata de un combustible muy versátil y con menos emisiones de CO2 en su combustión que el resto de combustibles fósiles. Sus principales usos son:
- calefacción de edificios y procesos industriales, mediante calderas.
- centrales eléctricas de alto rendimiento, como son las de ciclo combinado gas-vapor.
- centrales de cogeneración, que, mediante la producción simultánea de electricidad y calor, alcanzan rendimientos energéticos elevados.
- como gas natural vehicular, combustible cada vez más empleado en camiones, autobuses y buques, en forma de gas natural comprimido (GNC) o gas natural licuado (GNL).
- como pila de combustible para generar energía eléctrica en vehículos de hidrógeno.

Su obtención o extracción es más sencilla y económica en comparación con otros combustibles. La licuefacción del gas natural se produce por la acción combinada de la compresión y la refrigeración a bajas temperaturas. El GNL permite su transporte marítimo a largas distancias y sin la necesidad de infraestructuras terrestres, mediante buques metaneros.
El poder calorífico superior del combustible es de 10,45 - 12,8 kWh/m³ (metro cúbico en condiciones normales, es decir, a 0 °C y 1 atm).
Los componentes del gas natural (metano, etano, propano, butano) son materias primas importantes en la industria química. El metano se utiliza para la producción de gas de síntesis, metanol y amoníaco. El primer paso en la valorización de otros alcanos es la conversión en olefina. La deshidrogenación oxidativa del etano conduce a etileno, que puede convertirse además en epóxido de etileno, etilenglicol, acetaldehído y otras olefinas. El propano se puede convertir en propileno, ácido acrílico y acrilnitrilo.

## Impacto ambiental

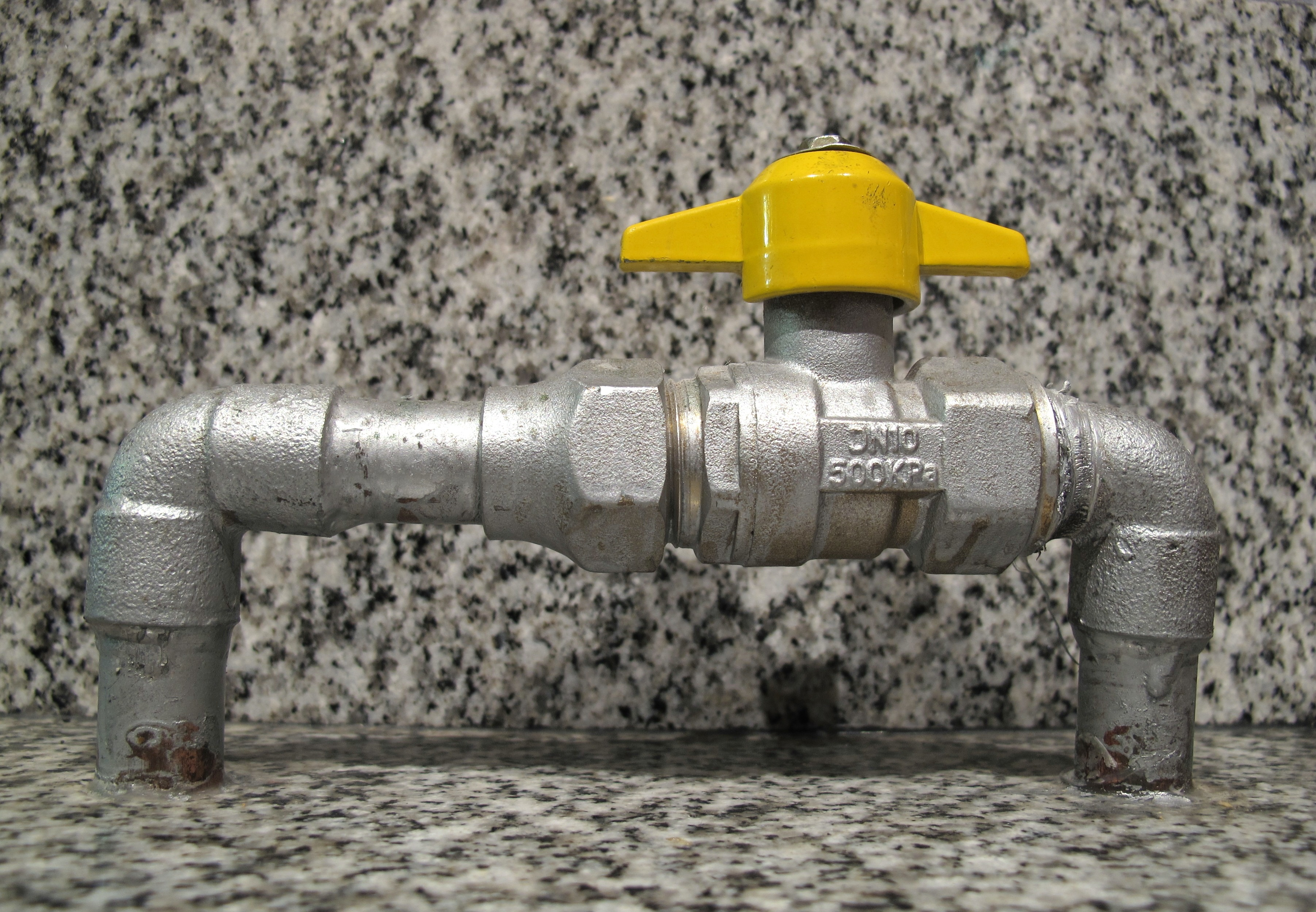
Llave de paso de un suministro de gas natural en la cocina de una vivienda de Santiago de Chile.

El CO2 emitido a la atmósfera tras la combustión del gas natural es un gas de efecto invernadero que contribuye al calentamiento global de la Tierra. Esto se debe a que es transparente a la luz visible y ultravioleta, pero absorbe la radiación infrarroja que emite la superficie de la Tierra al espacio exterior, ralentizando el enfriamiento nocturno de esta.
La combustión del gas natural produce menos gases de efecto invernadero que otros combustibles fósiles como los derivados petrolíferos (fuelóleo, gasóleo y gasolina) y especialmente que el carbón. Además es un combustible que se quema de forma más limpia, eficiente y segura y no produce dióxido de azufre (causante de la lluvia ácida) ni partículas sólidas.
La razón por la cual produce poco CO2 es que la molécula de su principal componente, el metano, contiene cuatro átomos de hidrógeno por cada uno de carbono. Así, se producen dos moléculas de agua por cada una de CO2, mientras que los hidrocarburos de cadena larga (p. ej. los contenidos en el gasóleo) producen prácticamente solo una molécula de agua por cada una de CO2 (además, la entalpía estándar de formación del agua es muy elevada).
En el gas natural renovable, la molécula de CO2, liberada a la atmósfera en su combustión es igual a la molécula tomada de la atmósfera por las bacterias para crear el metano en el proceso de putrefacción.   
Sin embargo, los escapes de gas natural que se producen en los pozos suponen un aporte muy significativo de gases de efecto invernadero, ya que el metano equivale a 23 veces el efecto invernadero que el dióxido de carbono (datos del IPCC). Por ejemplo, el accidente de marzo de 2012 en la plataforma petrolífera Elgin —operada por la petrolera Total en el mar del Norte— supuso un escape de unos 5,5 millones de m³ diarios. Como la densidad del metano en condiciones estándar es 0,668 kg/m³ el escape fue de 3674 toneladas diarias, que equivalen a 84 502 toneladas diarias de dióxido de carbono. La duración de la detención de dicho escape se estimó en 6 meses, lo que suponen 15 millones de toneladas equivalentes de dióxido de carbono (las emisiones industriales de Estonia en el año 2009).